# Piotr Turek
Piotr Turek (ur. 21 lutego 1978 w Zabrzu) – polski menedżer, przedsiębiorca, ekonomista, doktor nauk ekonomicznych w Szkole Głównej Handlowej w Warszawie, dyrektor Departamentu Komunikacji w Narodowym Banku Polskim, od sierpnia 2023 do kwietnia 2024 rektor Szkoły Głównej Mikołaja Kopernika.

## Życiorys
W latach 1999–2003 studiował Public Relations na Uniwersytecie Ekonomicznym w Katowicach (dawniej Akademia Ekonomiczna w Katowicach). Od 2000 do 2007 roku pracował w agencji Public Relations Sigma i Edelman, prowadząc biuro prasowe Microsoftu. W 2004 roku założył spółkę z ograniczoną odpowiedzialnością Nokaut Skład, w której prowadził działania PR dla czołowych firm z branży IT na świecie. W latach 2007–2012 był pracownikiem P4 (sieć Play), a następnie Polkomtelu (sieć Plus), gdzie odpowiadał za rozwijanie mobilnych treści i usług cyfrowych. W Narodowym Banku Polskim pracuje od 2016 roku, a od stycznia 2021 pełni funkcję dyrektora Departamentu Komunikacji. Jest doktorem nauk ekonomicznych Szkoły Głównej Handlowej. Swoją rozprawę doktorską zatytułował Rewolucja cyfrowa, a rynek mass-mediów, rozrywki i edukacji w Polsce.
Okazjonalnie udziela się w charakterze eksperta, wykładowcy, felietonisty i producenta muzycznego.
W 2021 roku kierował procesem rebrandingu Narodowego Banku Polskiego. Ponadto zasiadł w jury konkursu PR Wings Stowarzyszenia Agencji Public Relations.
7 sierpnia 2023 roku Prezydium Akademii Kopernikańskiej wybrało Piotra Turka na rektora Szkoły Głównej Mikołaja Kopernika. Funkcję pełnił do kwietnia 2024 roku.

## Publikacje
Jest współautorem raportu z 2016 roku pt. Geneza i rozwój cyfrowego rynku audio w Polsce jako nowego medium reklamowego Związku Pracodawców Branży Internetowej IAB Polska oraz autorem publikacji Rewolucja cyfrowa, a rynek mass-mediów, rozrywki i edukacji w Polsce.

## Odznaczenia
- Brązowy Medal „Zasłużony dla Nauki Polskiej Sapientia et Veritas” (2023)[20]